# 张定龙
张定龙（1956年—），贵州盘县人，回族，中华人民共和国政治人物、全国人民代表大会江西地区代表。
毕业于中央民族大学民族学专业。加入中国共产党。担任国务院研究室秘书司司长。2008年起担任全国人大代表。2013年，担任全国人大代表。